# Charles Lorin
Pour les articles homonymes, voir Lorin.
Jean Baptiste Charles Claude Lorin est un peintre verrier français né à Chartres le 16 octobre 1866 et mort dans cette même ville le 23 avril 1940.

## Biographie
Charles Lorin est le fils de Nicolas Lorin (1833-1882), fondateur en 1863 des ateliers Lorin de Chartres, et de Marie-Françoise Dian (1840-1928).
Il suit notamment ses études au petit séminaire de La Chapelle-Saint-Mesmin (Loiret).
Ses premières réalisations signées datent de 1899 et il poursuivra son activité jusqu'à sa mort en 1940. Dès 1935, il réalise aussi des vitraux selon la technique de la dalle de verre.
Il épouse le 18 janvier 1898 Étiennette Jeanne Piébourg (1873-?), fille d'Alfred Étienne Piébourg, architecte de la ville de Chartres.
- Un premier fils, Charles Étienne François, naît en novembre 1898, et meurt en 1917, à 18 ans, sur le champ de bataille en Belgique ;
- En 1900, il a un second fils, François Lorin (1900-1972), qui reprendra les ateliers Lorin après la Seconde Guerre mondiale.

Il est inhumé dans la chapelle familiale du cimetière Saint-Chéron de Chartres.

### Associés
Les associés cartonniers connus sont les suivants :

« André P., 
Baruzier, 
Bosse, 
Crauck Charles, 
Dano M., 
Delalande E., 
Fouquet, 
Galoyer R., 
Gilbert, 
Grillet, 
Hiolle, 
Jauneau, 
Jondot, 
Julian, 
Loire Gabriel (cartonnier et élève), 
Magne Henri-Marcel, 
Michaut, 
Pallu, 
Piébourg Louis, 
Pinta Henri, 
Queynoux, Martin-Philippe, 
Revel, 
Royer L., 
Sauvé, 
Touche, 
Trément, 
Virolle. »

Est également cité comme collaborateur pour l'année 1887 Gaspard Gsell.

## Thèmes représentés

### Représentations religieuses
Ces représentations sont empruntées très majoritairement au catholicisme, ce qui n'interdit pas à Charles Lorin de proposer ses services à des temples protestants, notamment à Moussac (Gard). La reproduction d'un vitrail de ce temple figure d'ailleurs dans sa plaquette de présentation des années 1930.

### Vitraux du souvenir
Les vitraux du souvenir, également appelés vitraux des morts, de guerre ou patriotiques, commémorent les sacrifices des poilus lors de la Première Guerre mondiale (1914-1918). Présents dans les églises et faisant référence aux croyances de la foi catholique, ils sont en quelque sorte les pendants des monuments aux morts civils.
Son fils aîné étant mort à 18 ans sur le champ de bataille en 1917, ce thème est manifestement cher à Charles Lorin qui le développe dans une dizaine d'édifices :

#### Eure-et-Loir
- Église Saint-Étienne-et-Sainte-Madeleine du Puiset, 1920 : verrière figurant à l'inventaire général du patrimoine culturel (baie 7)[8] ;
- Église Notre-Dame de Chapelle-Royale, 1920 : vitrail représentant Jésus, la France et ses soldats ;
- Église Saint-Nicolas de Brezolles[9], 1922 : baie 10 « À la mémoire des enfants de Brezolles morts pour la patrie » ;
- Église Saint-Martin de Laons, 1924 : Pietà, « Laons - À ses fils morts pour la France », vingt-sept noms.
- Église Saint-Pierre-et-Saint-Paul de Nogent-le-Phaye, 192x : « Honneur et patrie » « En souvenir de mon fils disparu en Serbie / Mort pour la France / Priez pour lui » ;
- Église Saint-Martin d'Aunay-sous-Crécy[9] ;
- Église Saint-Lubin de Chassant ;
- Église Saint-Laumer de Luisant, 1932 : « La Vierge et St Joseph ouvrent le Paradis au soldat qui là bas est mort pour le pays », « Ch. Lorin et Cie Chartres 1932 »[9].

#### Autres départements
- Église Saint-Aubin de Cernay, Calvados[9] : baies 3 et 4, inscrites à l'inventaire général du patrimoine culturel[10] ;
- Église Saint-Pierre de Saint-Père-Marc-en-Poulet, Ille-et-Vilaine[9] : baie 7 sur Commons
- Église Saint-Victor de Saint-Victor-de-Chrétienville, Eure[9].
- Eglise Saint-Piat de Roncq (Nord): poilu bras étendus au pied de la croix, sa mère penchée vers lui décerne la palme du martyr; en arrière-plan, la cathédrale de Reims en flammes et des tranchées.

### Représentations profanes
Ces réalisations, avérées entre 1883 et 1889, ne sont pas documentées entre 1889 et 1940.

## Chronologie d’œuvres
Pour des articles plus généraux, voir ateliers Lorin et liste de réalisations des ateliers Lorin en France.

### Œuvres signées «Charles Lorin» (1899-1929)
La liste ci-dessous n'est pas exhaustive :
- La Basilique du Bois-Chenu à Domrémy-la-Pucelle (Vosges) présente trois verrières réalisées en 1899[12] ;
- L'Église Saint-Christophe de Baron (Gironde) est ornée de vitraux réalisés en 1900 : photos sur Commons ;
- L'église Saint-Aubin de Pleines-Œuvres (Calvados) possède quatre verrières figurées commémoratives réalisées en 1920[13] ;
- L'église Saint-Étienne de Janville (Eure-et-Loir) dispose d'un oculus de 1921 (baie 16), répertorié dans l'inventaire général du patrimoine culturel[14] ;
- La grande verrière du mémorial des batailles de la Marne à Dormans (Jeanne d'Arc et saint Michel présentent un « poilu » au Christ glorieux) 1920-1931.

Œuvres signées Charles Lorin
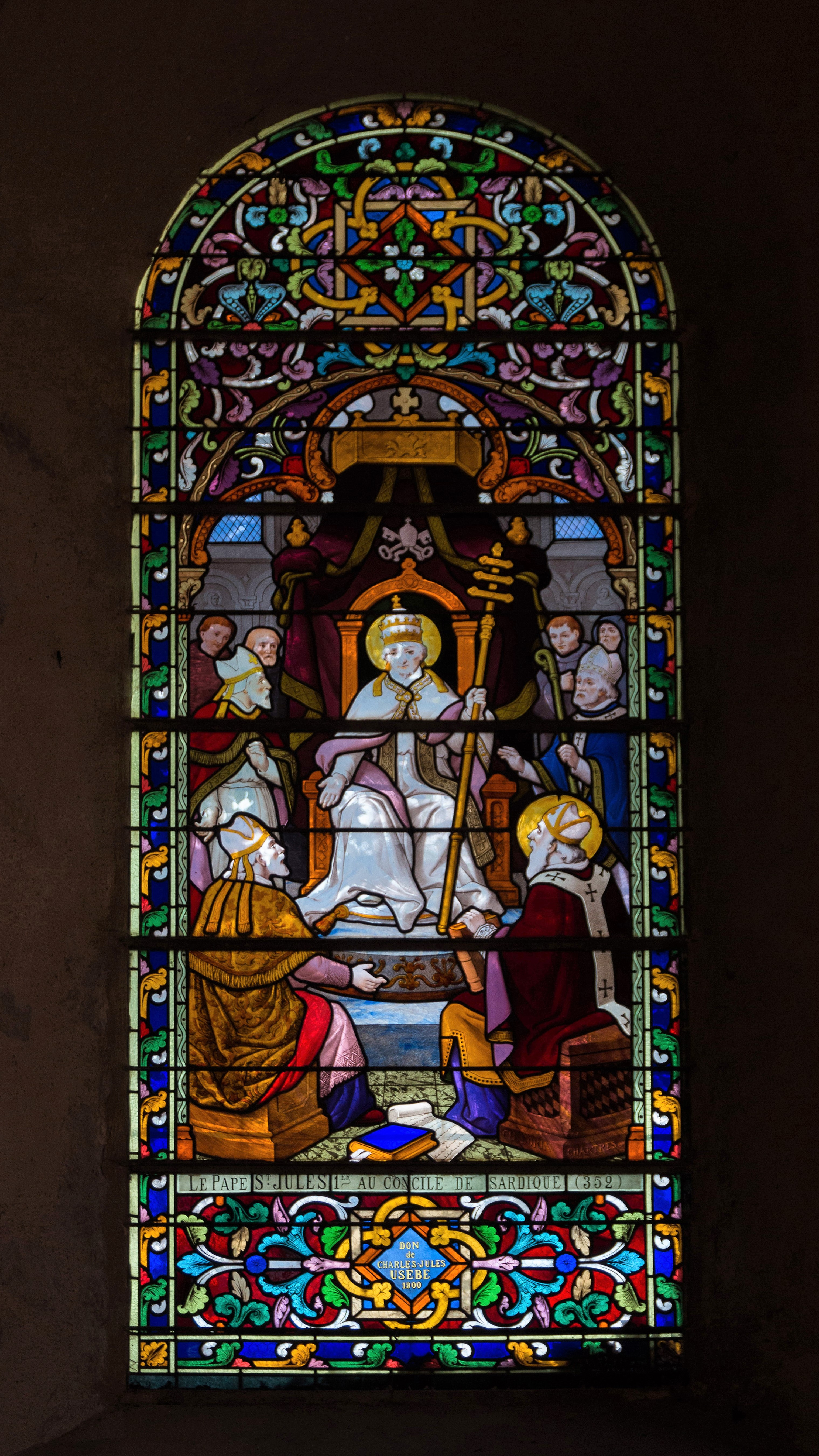
1900 Le pape Jules 1° Collégiale de Milly-la-Forêt (Essonne).
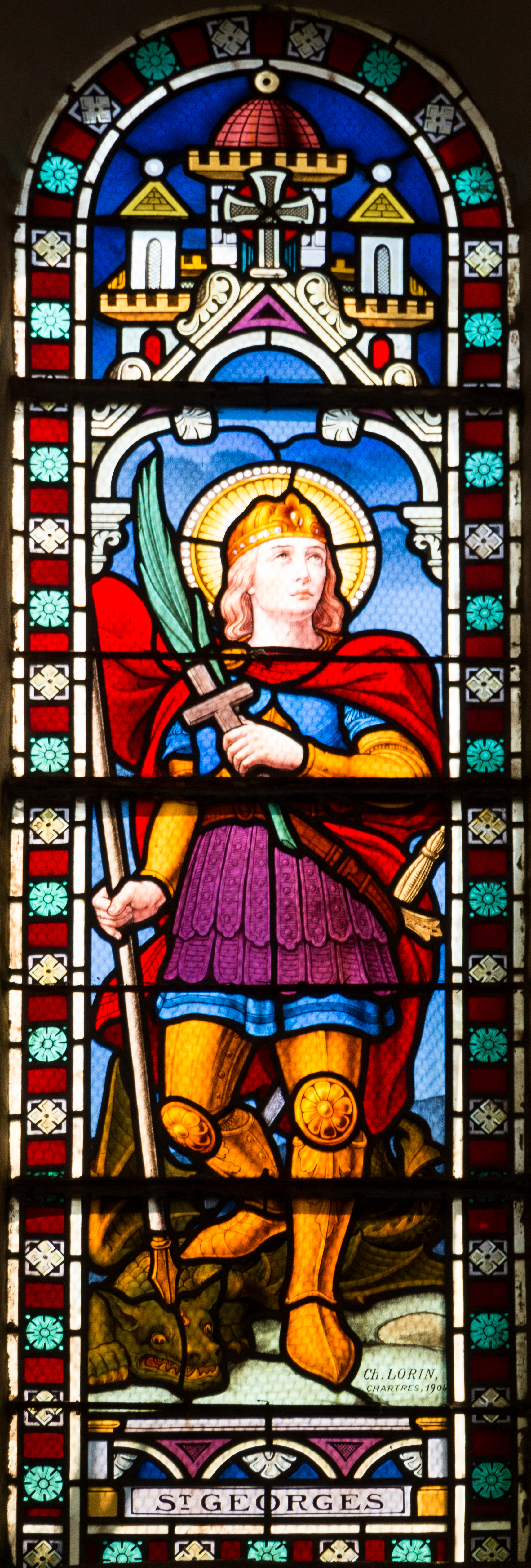
1904 Saint Georges Église de Gesnes (Mayenne).
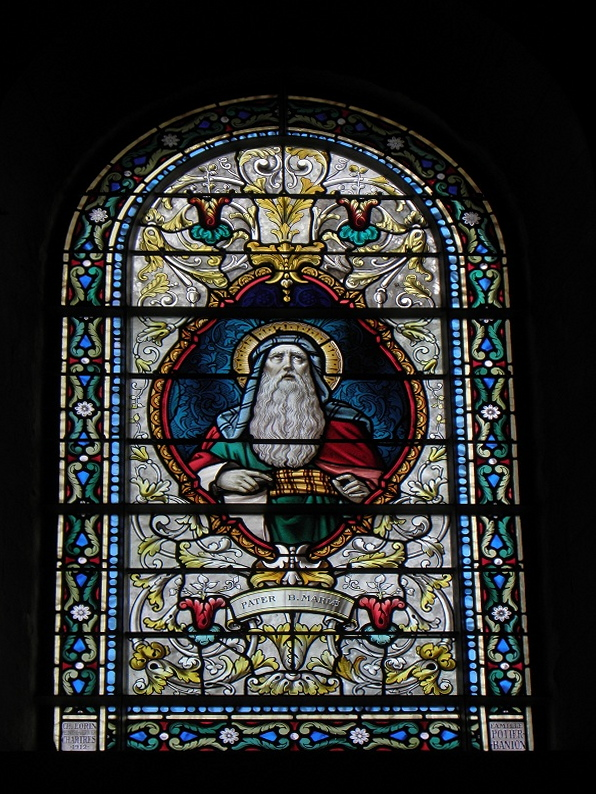
1912 Église de Le Mêle-sur-Sarthe (Orne).
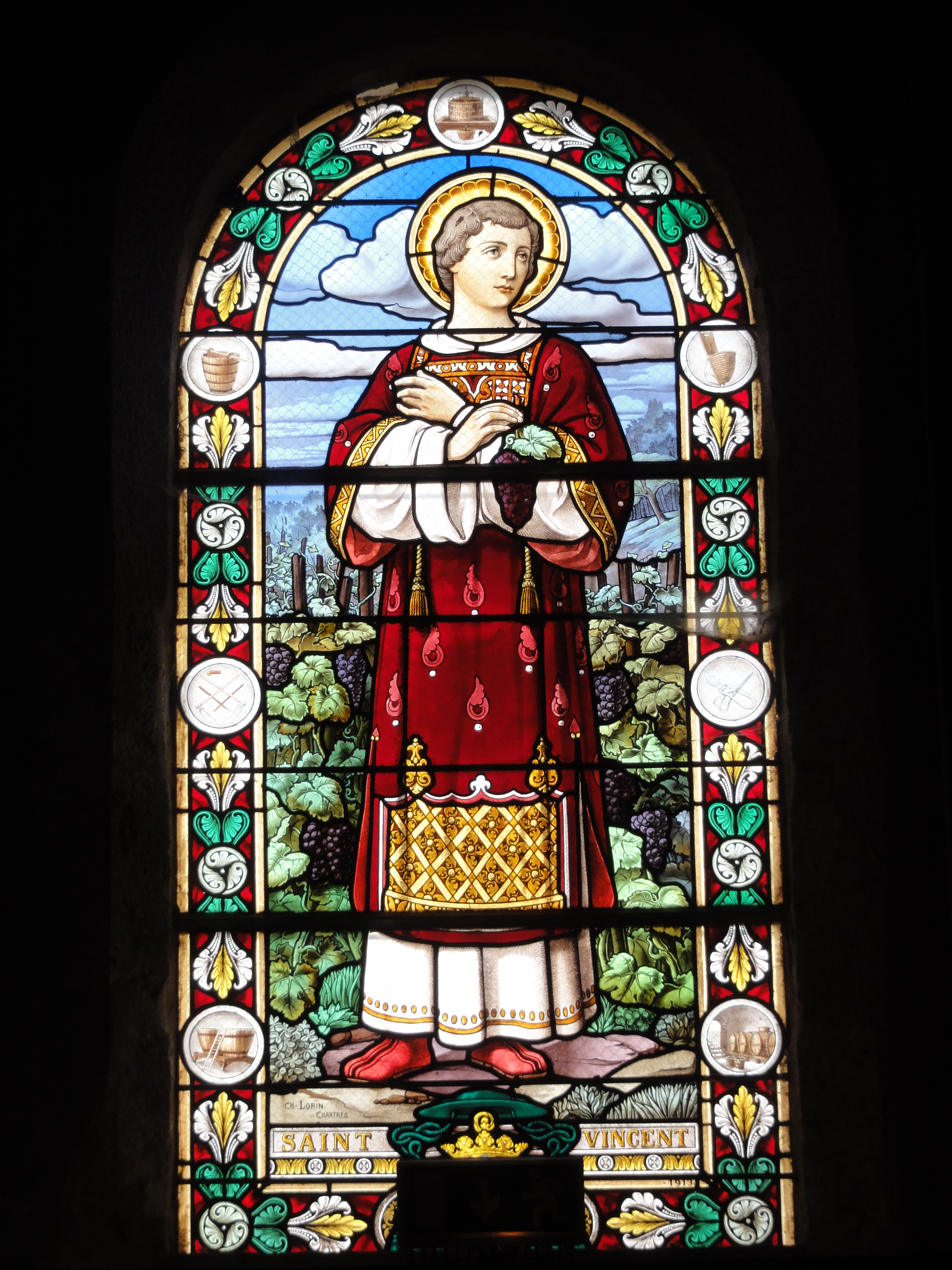
1913 Saint Vincent Église de Lailly-en-Val (Loiret).
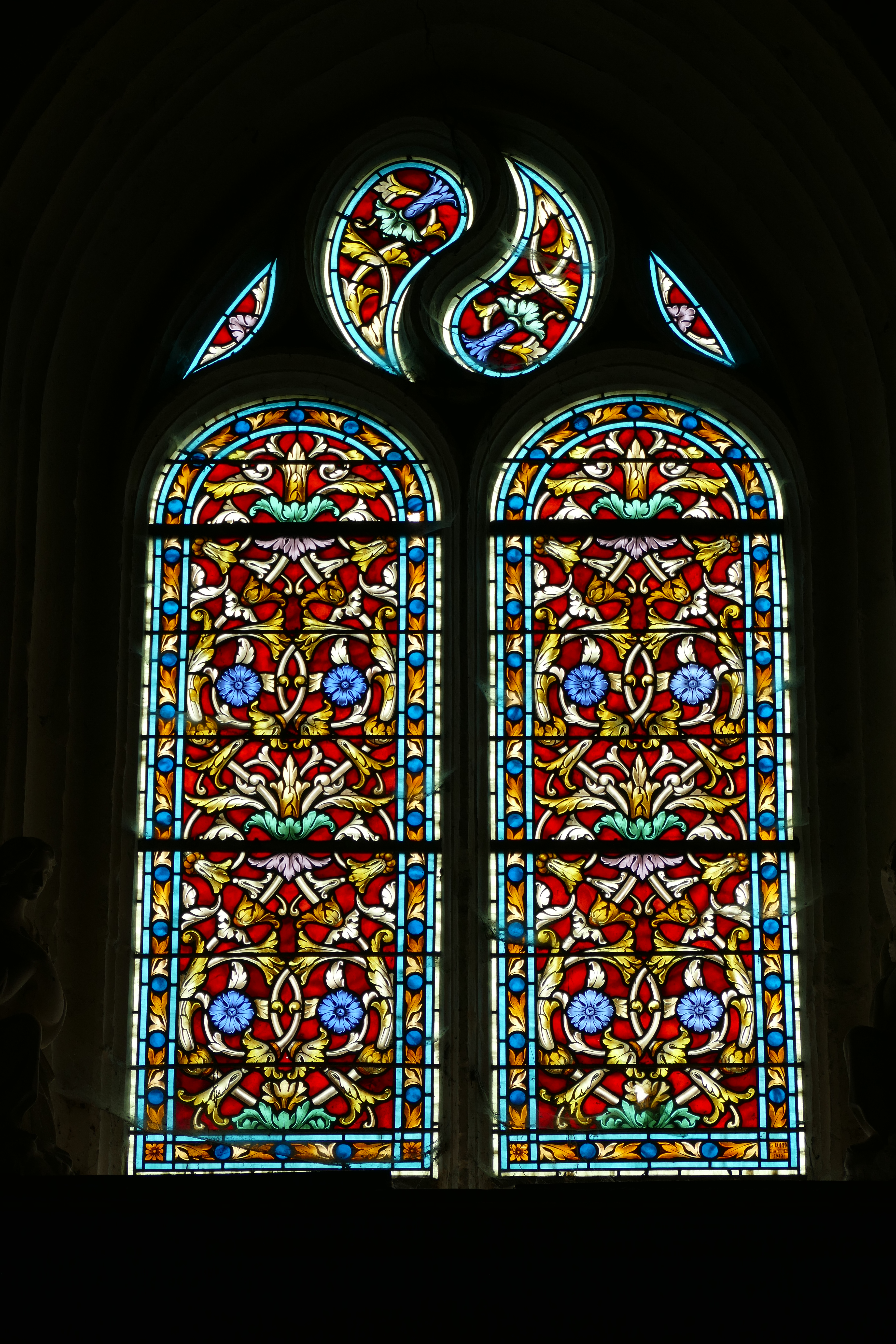
1919 Église de Digny (Eure-et-Loir).
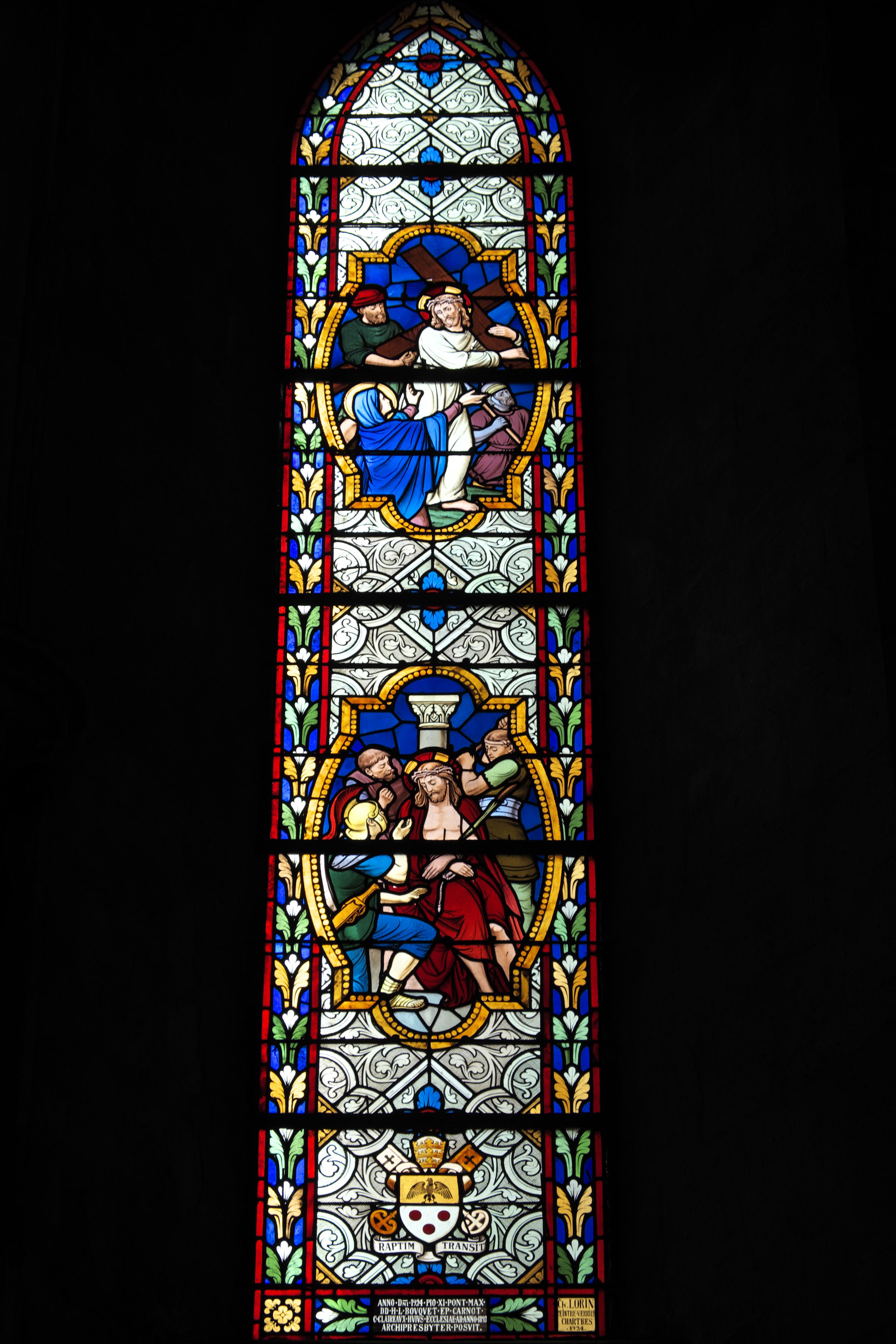
1924 Église Notre-Dame de Nogent-le-Rotrou (Eure-et-Loir).
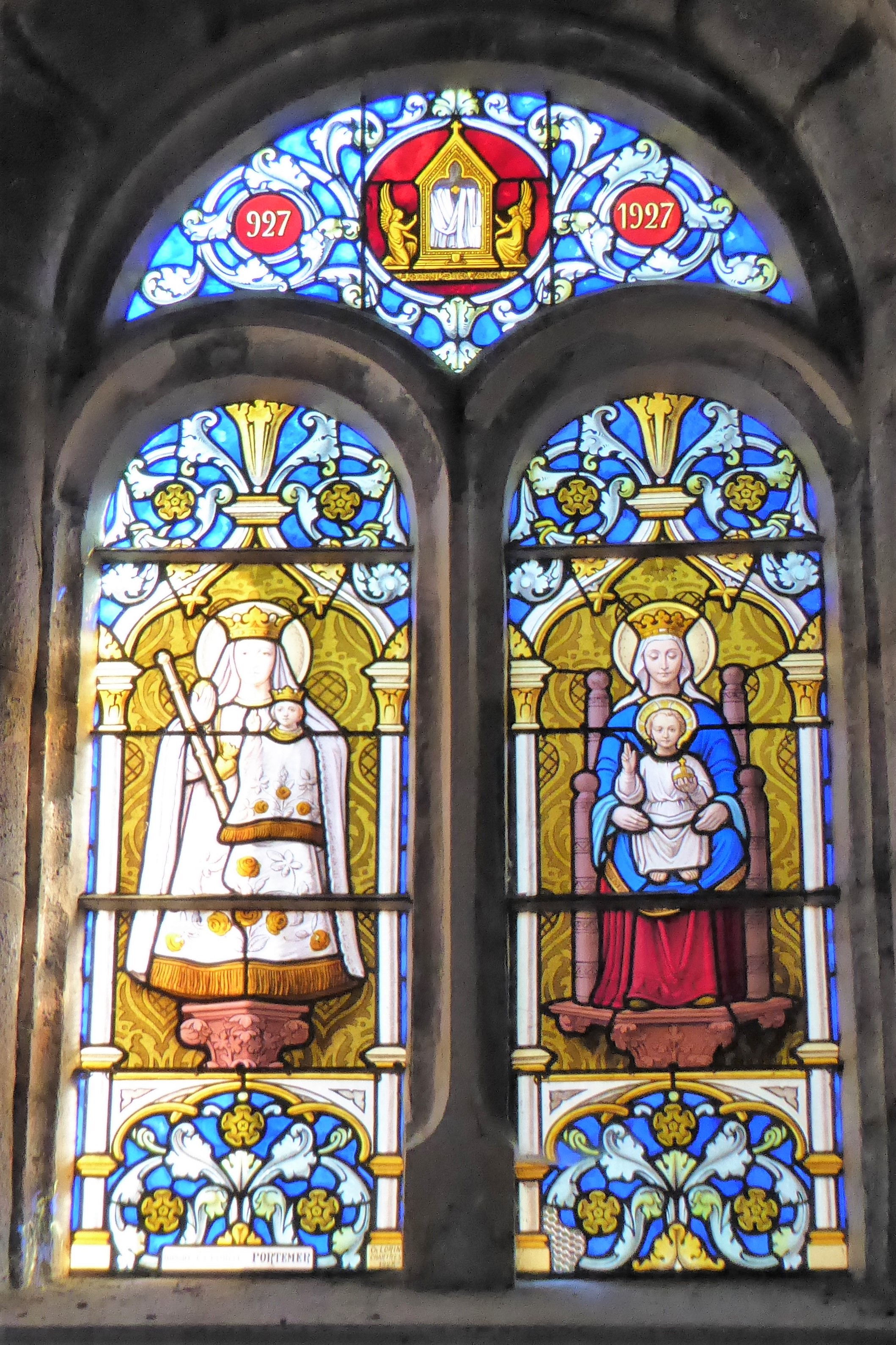
1927 Église de Boncé (Eure-et-Loir).
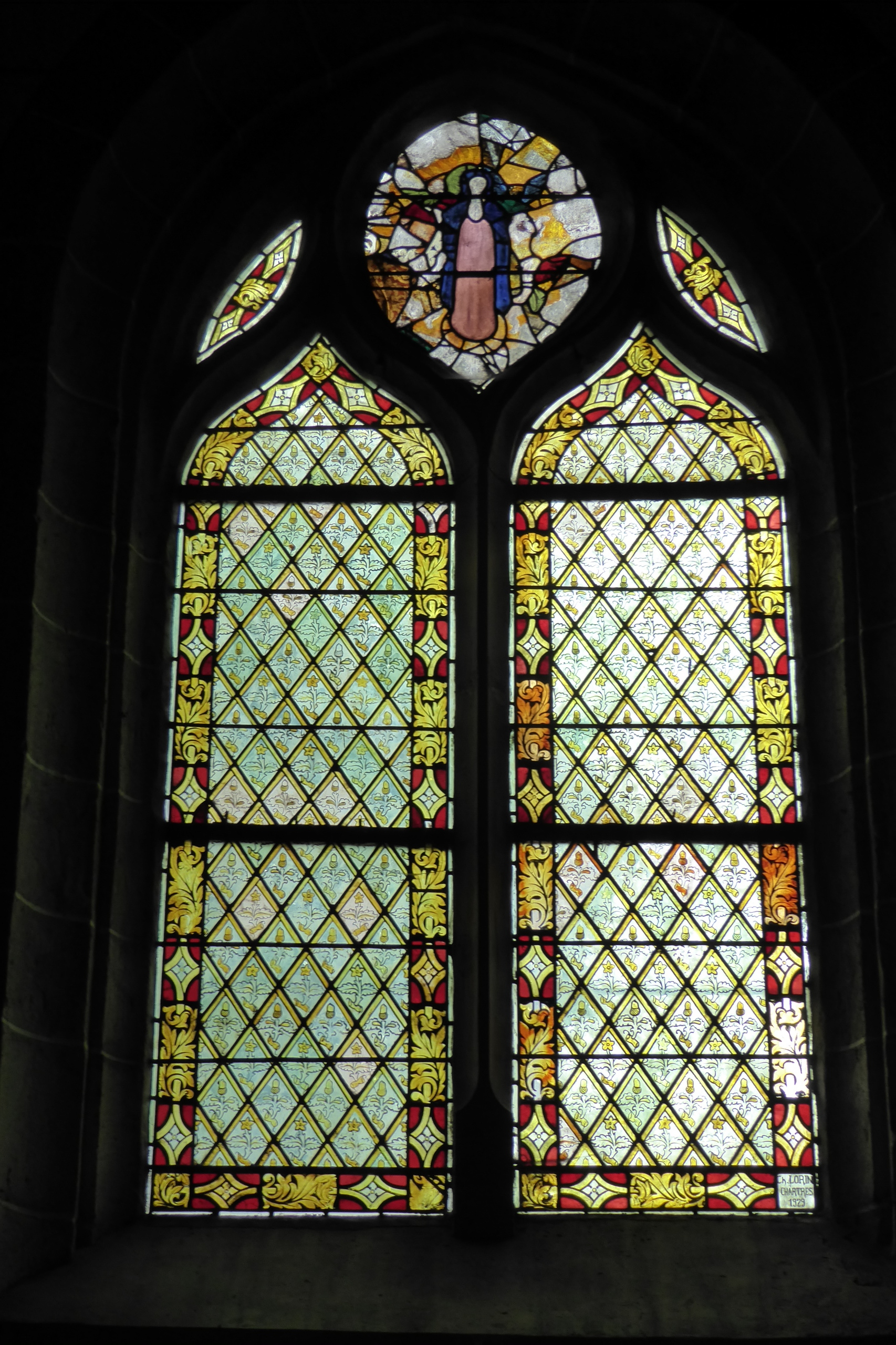
1929 Église de Mainvilliers (Eure-et-Loir).

### Œuvres signées «Charles Lorin et Cie» (1930-1940)

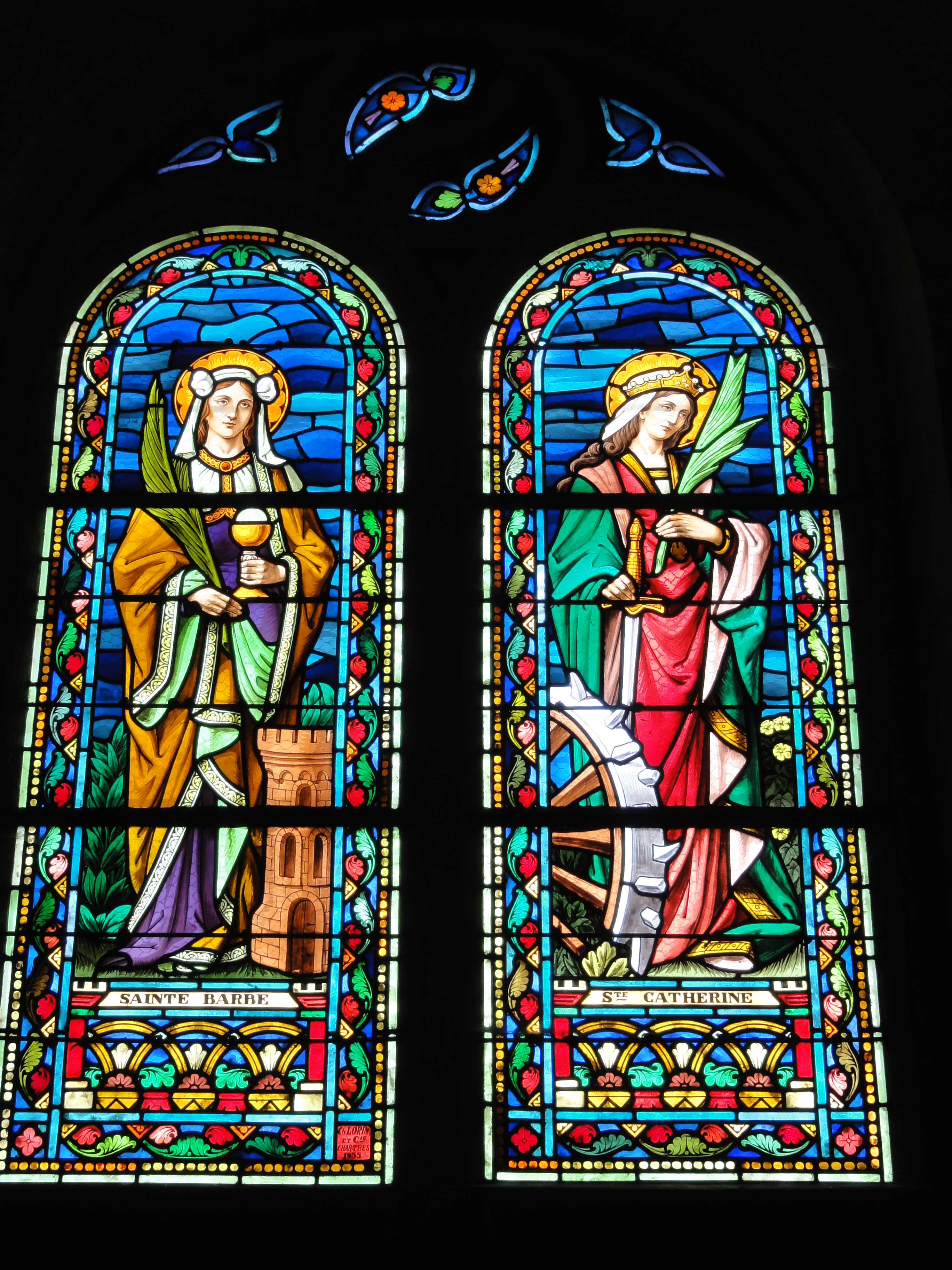
1935 Église Saint-Martin de Sissonne (Aisne).
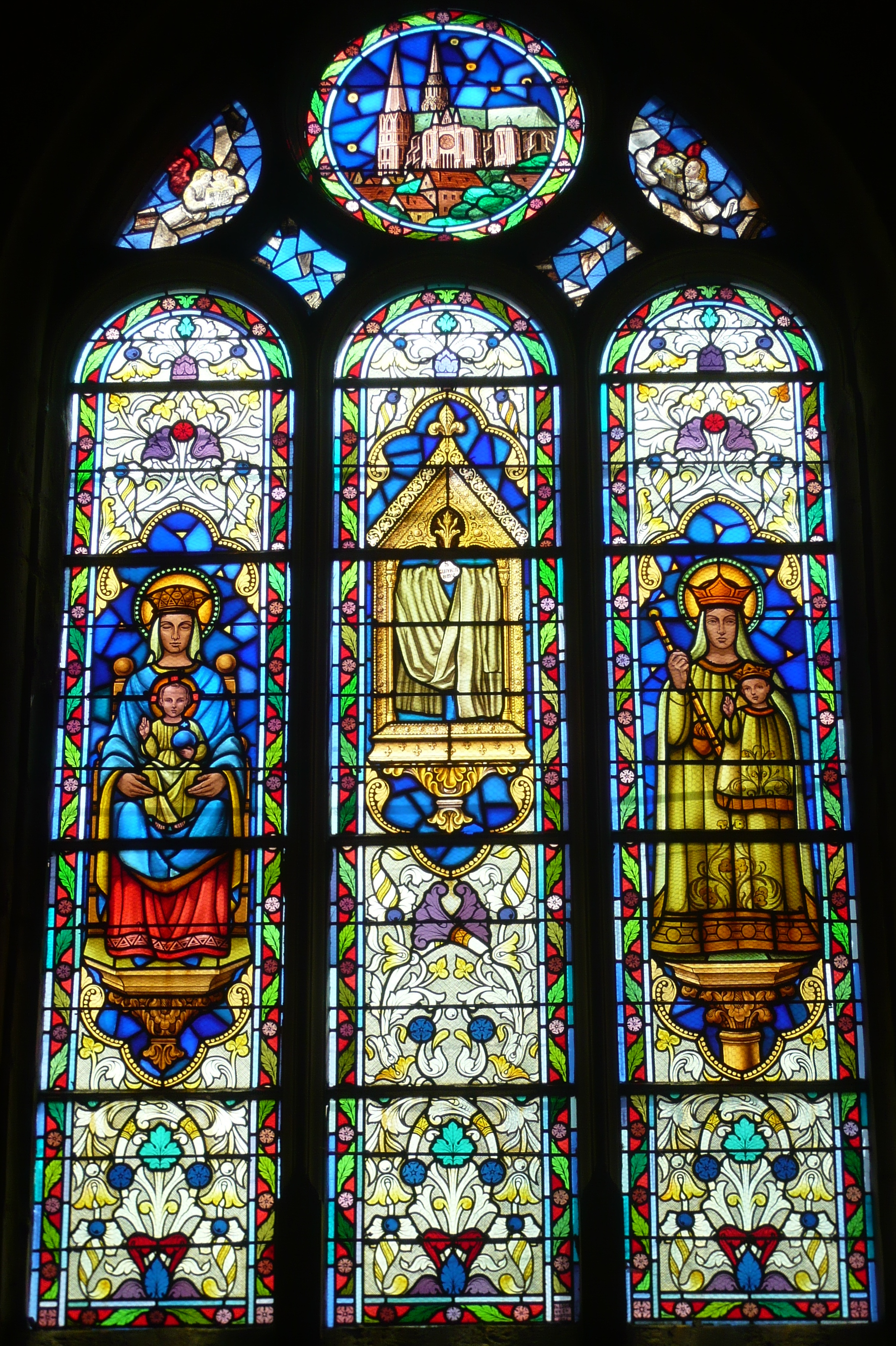
1936 Église de Saint-Georges-sur-Eure (Eure-et-Loir).
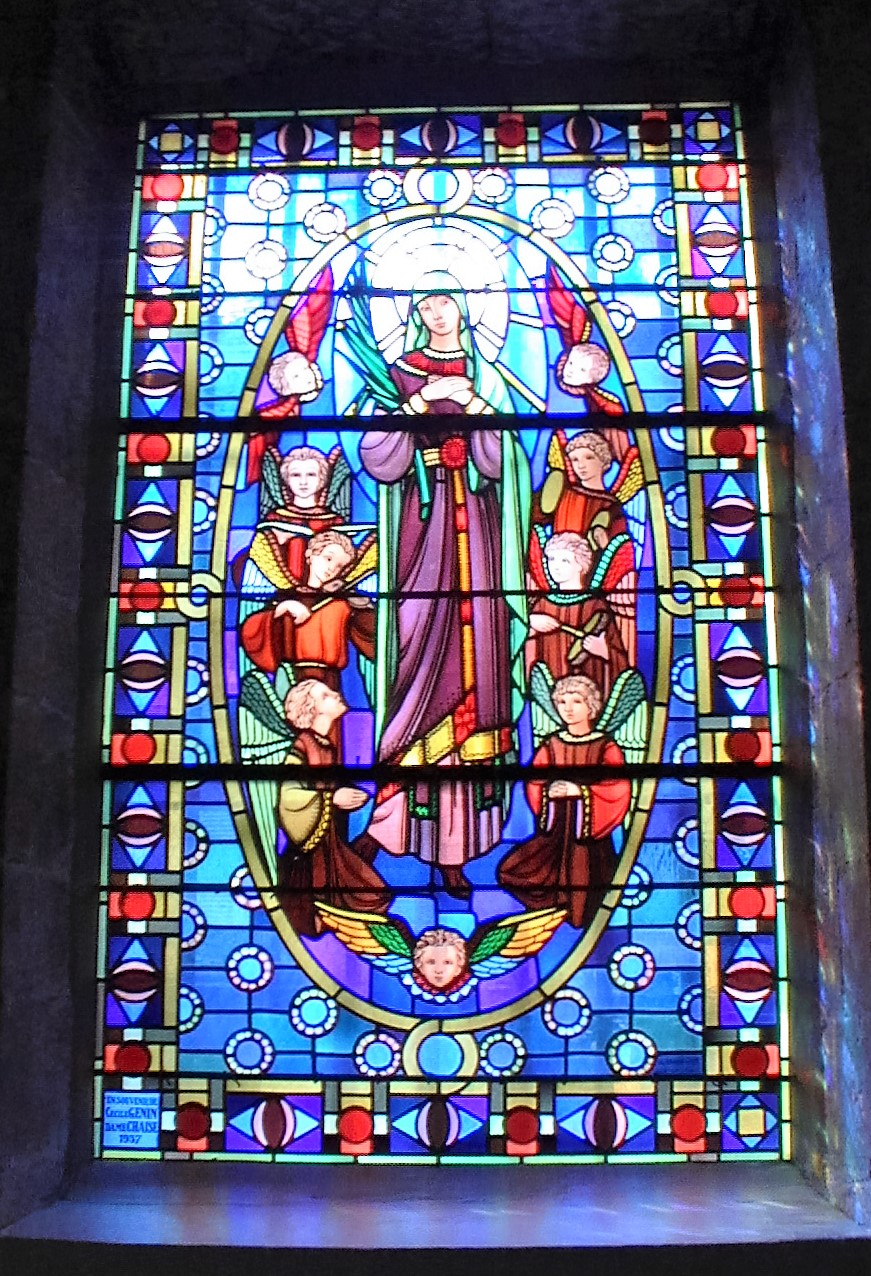
1937 Église Saint-Ouen de Gaillon (Eure).
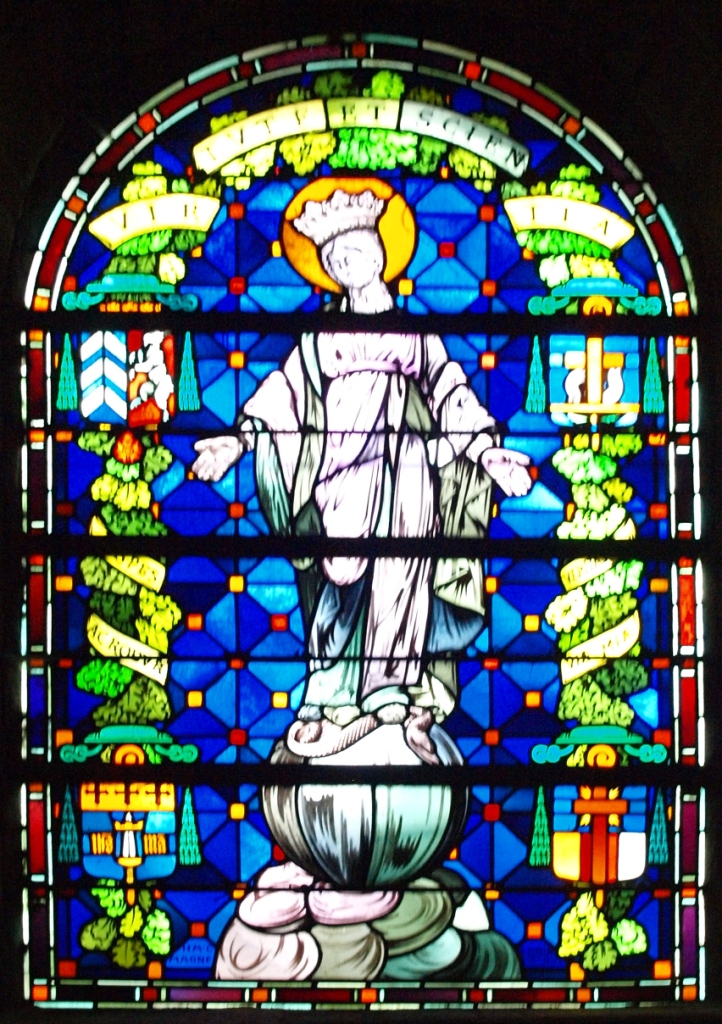
1938 Église Saint-Mesmin de La Chapelle-Saint-Mesmin (Loiret).

Œuvres signées Charles Lorin et Cie
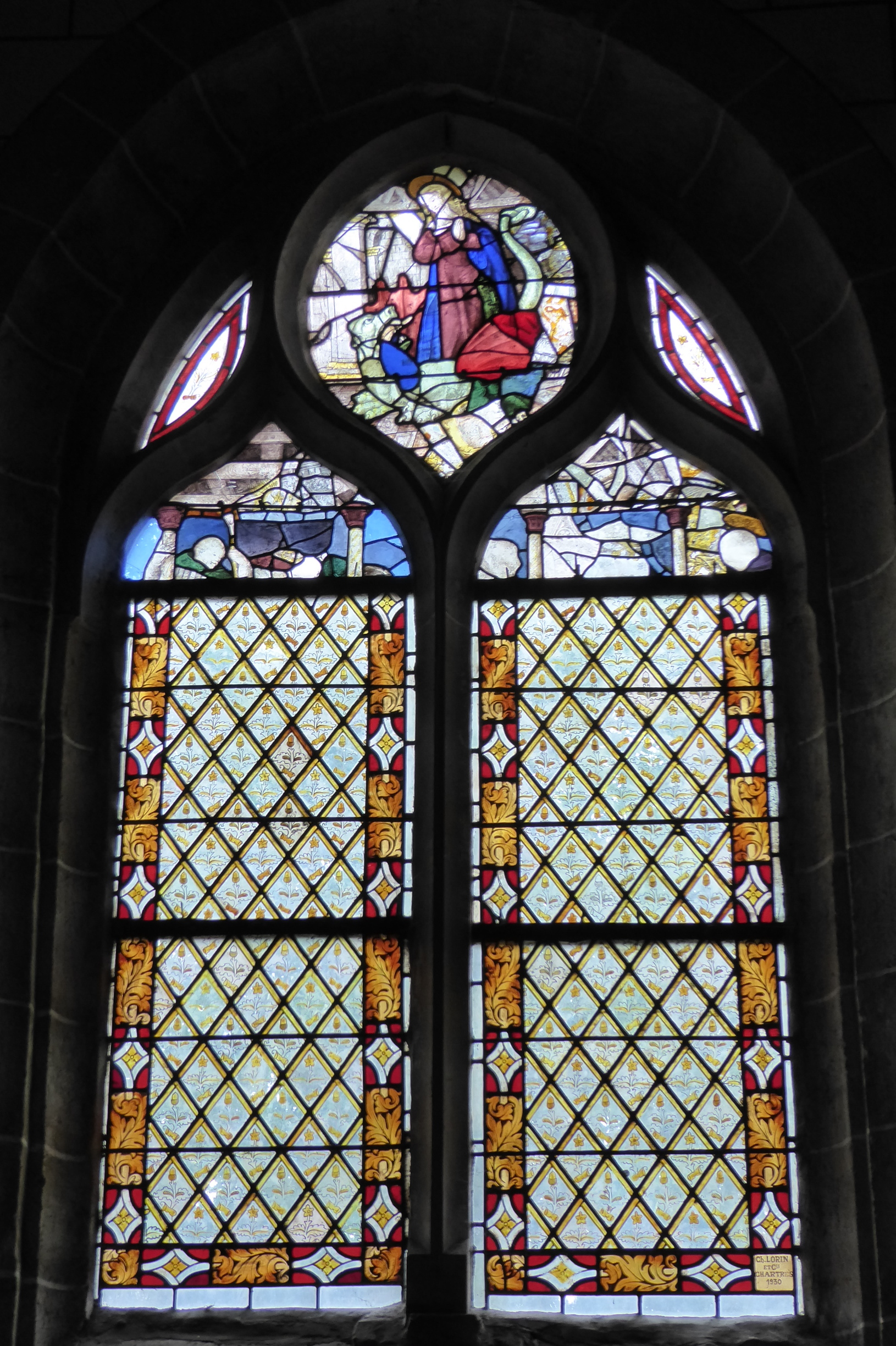
1930 Sainte Marguerite d'Antioche Église de Mainvilliers (Eure-et-Loir)..
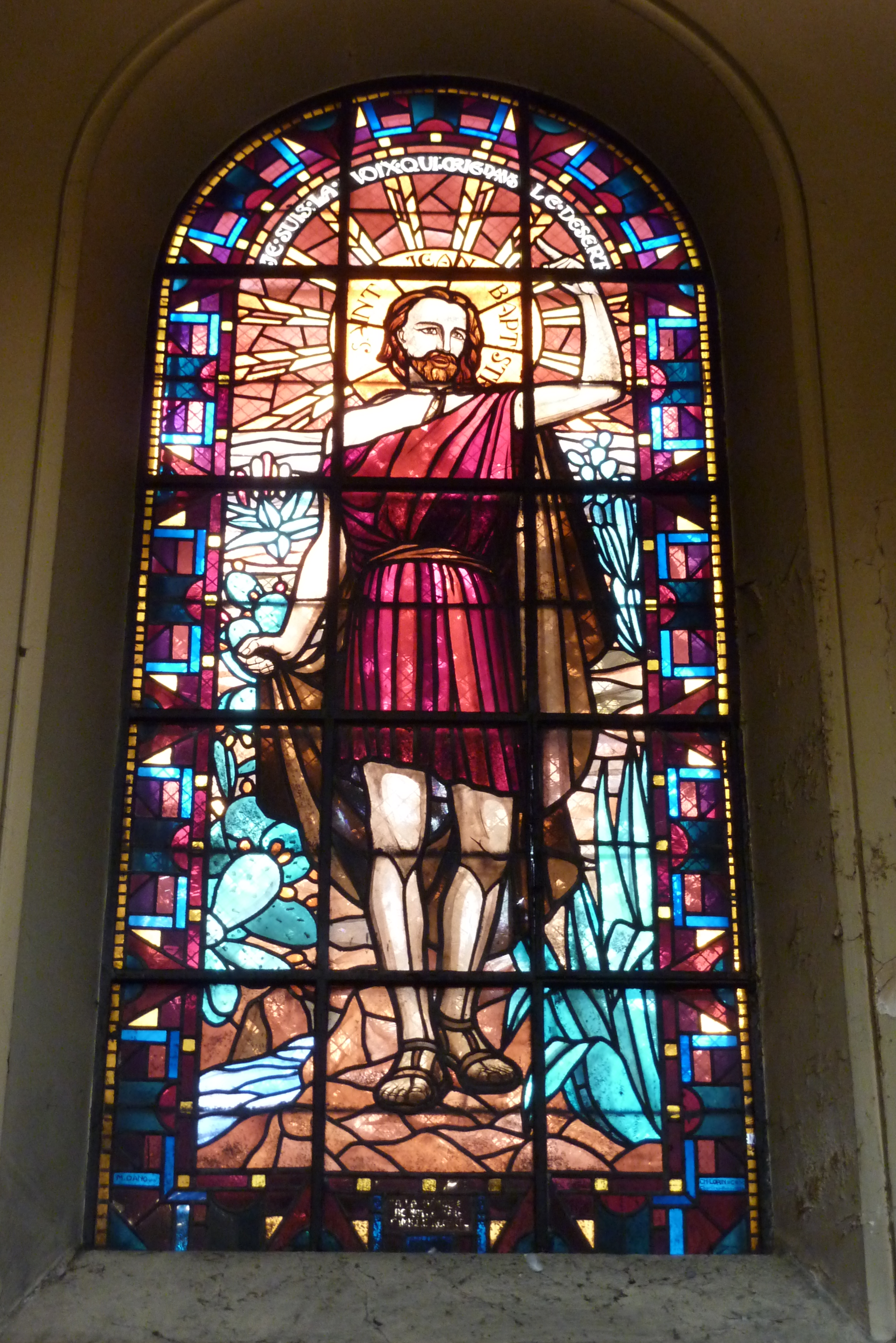
1932 Saint Jean-Baptiste Église de Clignancourt (Paris 18°)
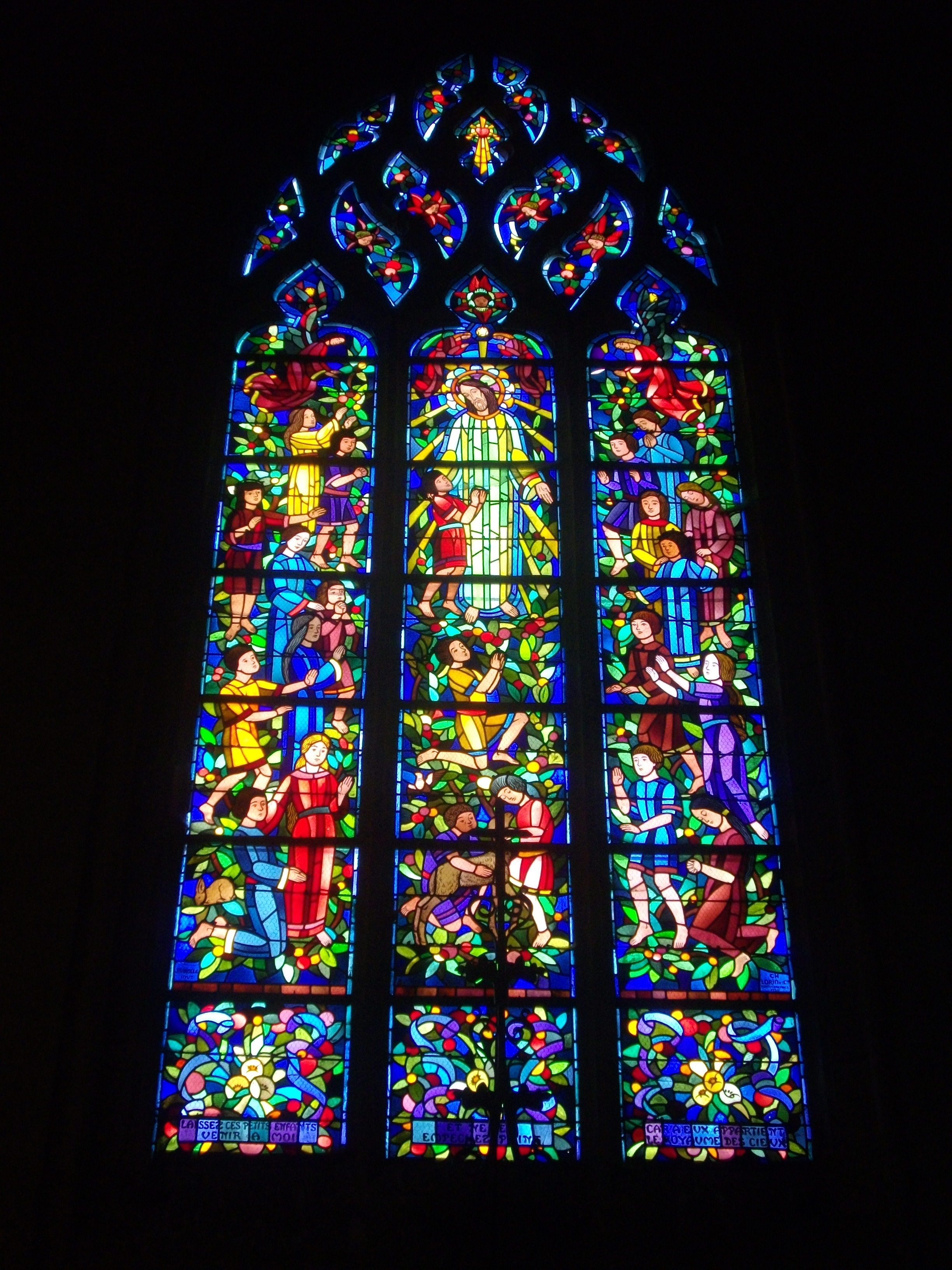
1932-1937 Église Saint-Étienne de Saint-Mihiel (Meuse).
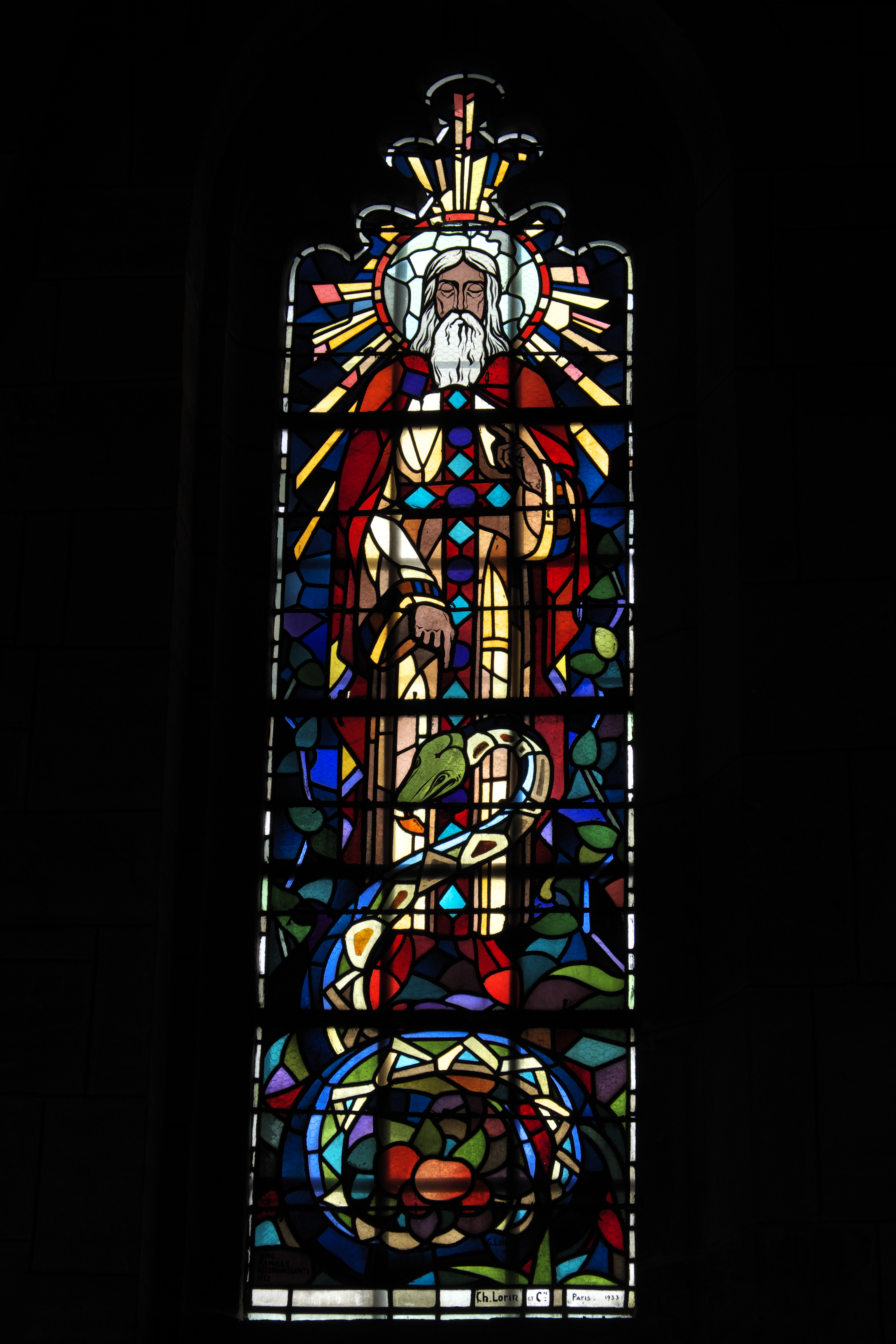
1933 Basilique Notre-Dame de L'Épine, signé Ch. Lorin et G. Loire (Marne).
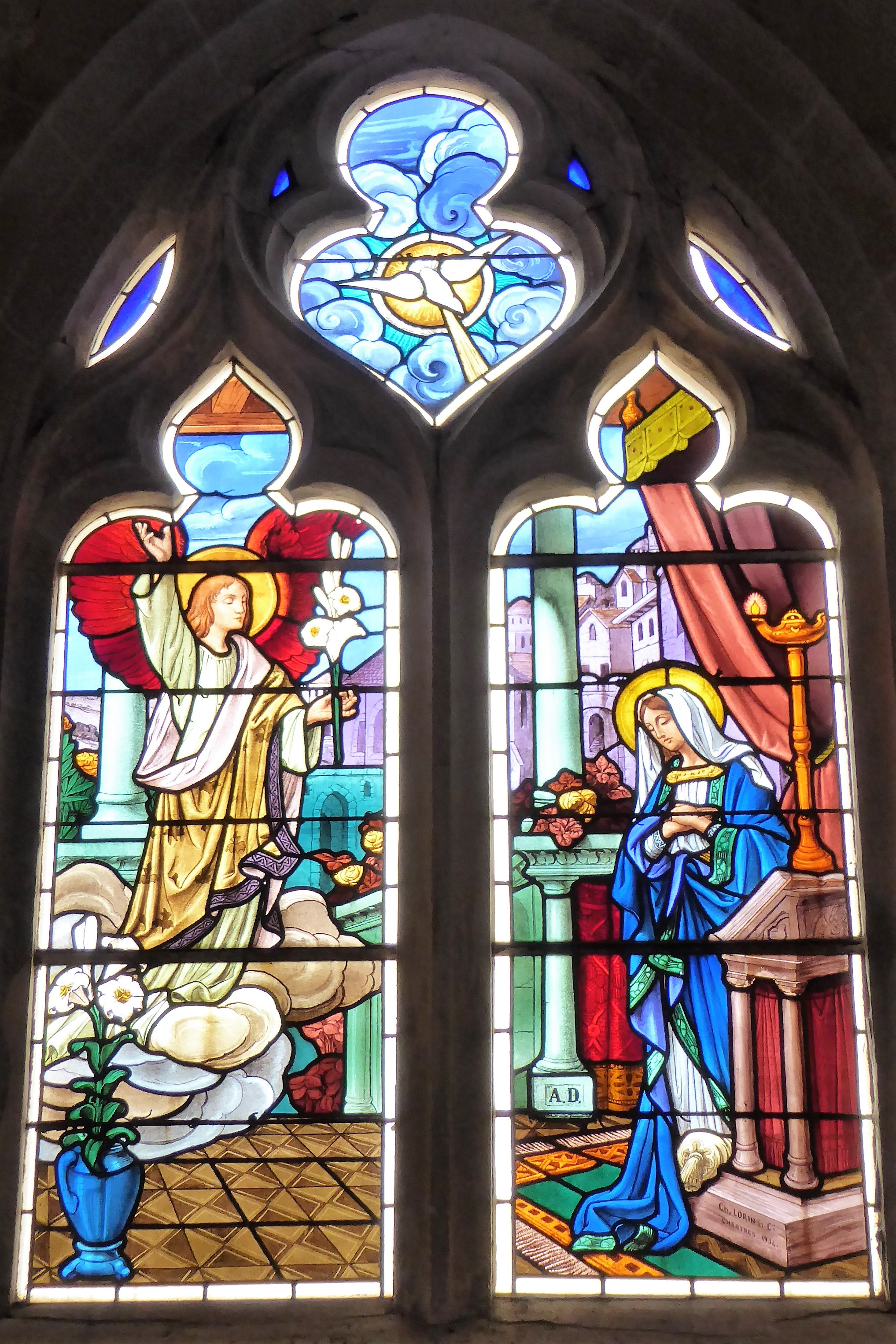
1934 Église Saint-Denis de Prunay-le-Gillon (Eure-et-Loir).

- 1935
Église Saint-Martin de Sissonne
(Aisne).
- 1936
Église de Saint-Georges-sur-Eure
(Eure-et-Loir).
- 1937
Église Saint-Ouen de Gaillon
(Eure).
- 1938
Église Saint-Mesmin de La Chapelle-Saint-Mesmin
(Loiret)[Note 1].

### Autres œuvres référencées

#### En France
La liste ci-dessous n'est pas exhaustive :

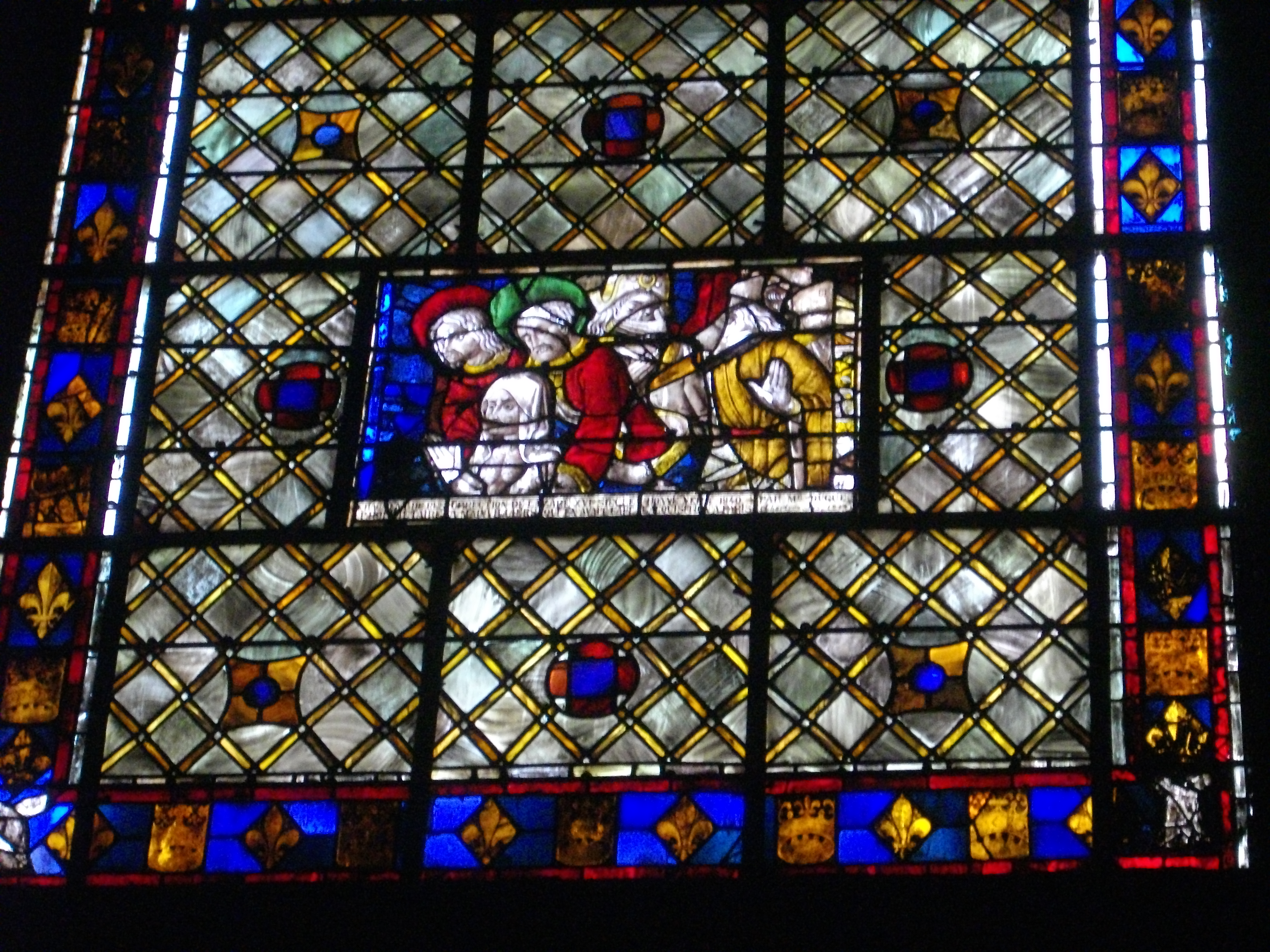
Grisaille de Chartres.

- Église Saint-Pierre d'Epiniac, Ille-et-Vilaine, 1904 : édifiée par l'architecte Arthur Regnault de 1891 à 1904, elle est ornée de 14 verrières répertoriées dans l'inventaire général du patrimoine culturel (baies 00, 03 à 14 et 16)[15] ;
- Cathédrale Notre-Dame de Chartres, Eure-et-Loir, 1924 : réalisation dans le transept sud côté ouest d'une grisaille avec réemploi d'un fragment d'une résurrection de Lazare fin XVe siècle début XVIe siècle (baie 34)[16].

#### Hors de France
| Site                                 | Ville    | Pays       | Dates      | Nombre de verrières | Commentaires                                                                                                | Numéros de baies | Wikimedia Commons Sites externes |
| ------------------------------------ | -------- | ---------- | ---------- | ------------------- | --- | ---------------- | --- |
| Cathédrale de l'Immaculée-Conception | La Plata | Argentine  | XXe siècle |                     | Chœur et déambulatoire                                                                                      |                  | L'Écho républicain |
| Église St-Jean-Baptiste (en)         | New York | États-Unis | 1912-1914  | 27 (ca)             | Signées Charles Lorin. Du fait de la Première Guerre mondiale, les vitraux n'ont été installés qu'en 1920.  |                  | (en) Margaret M. Duffy, « The Charles Lorin Stained Glass Windows at St. Jean Baptiste Church, New York », sur imaginemdei.blogspot.fr, 2014 (consulté le 17 janvier 2017) |
| Riverside Church                     | New York | États-Unis | 1927-1930  | À déterminer        | Réalisations de Charles Lorin, à partir des vitraux de Chartres ; situés dans la claire-voie, partie ouest. |                  | * (en) Peter Paris, John Cook et James Hudnut-Beumler, The History of the Riverside Church in the City of New York, New York, NYU Press, 2004 (ISBN 978-0-8147-6864-8, lire en ligne), p. 170-173. * (en) « The Riverside Church », Commission de conservation des monuments de la ville de New York, 16 mai 2000, page 6 [PDF]. * (en) « National Register of Historic Places Weekly Lists for 2012 », U.S. National Park Service, 28 décembre 2012 (consulté le 19 avril 2021) [PDF]. |

## Publications
Charles Lorin publie plusieurs articles en 1906, pour le cinquantième anniversaire de la Société archéologique d'Eure-et-Loir, société dont il deviendra le président de 1935 à 1938 :
- Les vitraux du moyen âge, ceux de Chartres en particulier[18] ;
- Les vitraux de la Renaissance[19] ;

Dans cet article, il conclut par la comparaison entre les deux époques, celle des vitraux du Moyen Âge et celle des vitraux de la Renaissance, de la manière suivante :

« Au point de vue archéologique, la première — la plus ancienne — est la plus savante, la plus religieuse, et l'emporte sur la seconde.

Au point de vue coloration, la première est également supérieure à la seconde.

Au point de vue décoratif, le XIIIe siècle l'emporte encore sur le XVIe siècle. Les artistes du moyen âge ont atteint la perfection avec les procédés les plus simples. Or, le vitrail monumental ou d'église devant être, à notre avis, de la décoration et non du tableau, nous donnerons la première place au XIIIe siècle.

Mais le XVIe siècle est supérieur au point de vue de la technique de l'art. Les artistes de la Renaissance ont atteint la perfection pour le dessin et les procédés de fabrication et d'exécution. C'est l'apogée de l'exécution sur verre. Aussi comprenons-nous parfaitement que les œuvres de cette époque satisfassent davantage la masse de nos contemporains, plutôt que les œuvres du moyen âge, au dessin hiératique et de convention. »

- Médaillon du XIIe siècle dans l'église Saint-Pierre de Chartres[20].